# 卡萨布兰卡主教座堂
卡萨布兰卡圣心主教座堂（法語：Cathédrale Sacré-Cœur de Casablanca）为罗马天主教 主教座堂，位于摩洛哥卡萨布兰卡，兴建于1930年。1956年摩洛哥独立后，改为文化中心。 
主教座堂由法国建筑师Paul Tournon设计，哥特复兴风格。 